# Казелле-Торинезе
Казелле-Торинезе (італ. Caselle Torinese, п'єм. Caseli) — муніципалітет в Італії, у регіоні П'ємонт,  метрополійне місто Турин.
Казелле-Торинезе розташоване на відстані близько 540 км на північний захід від Рима, 14 км на північ від Турина.

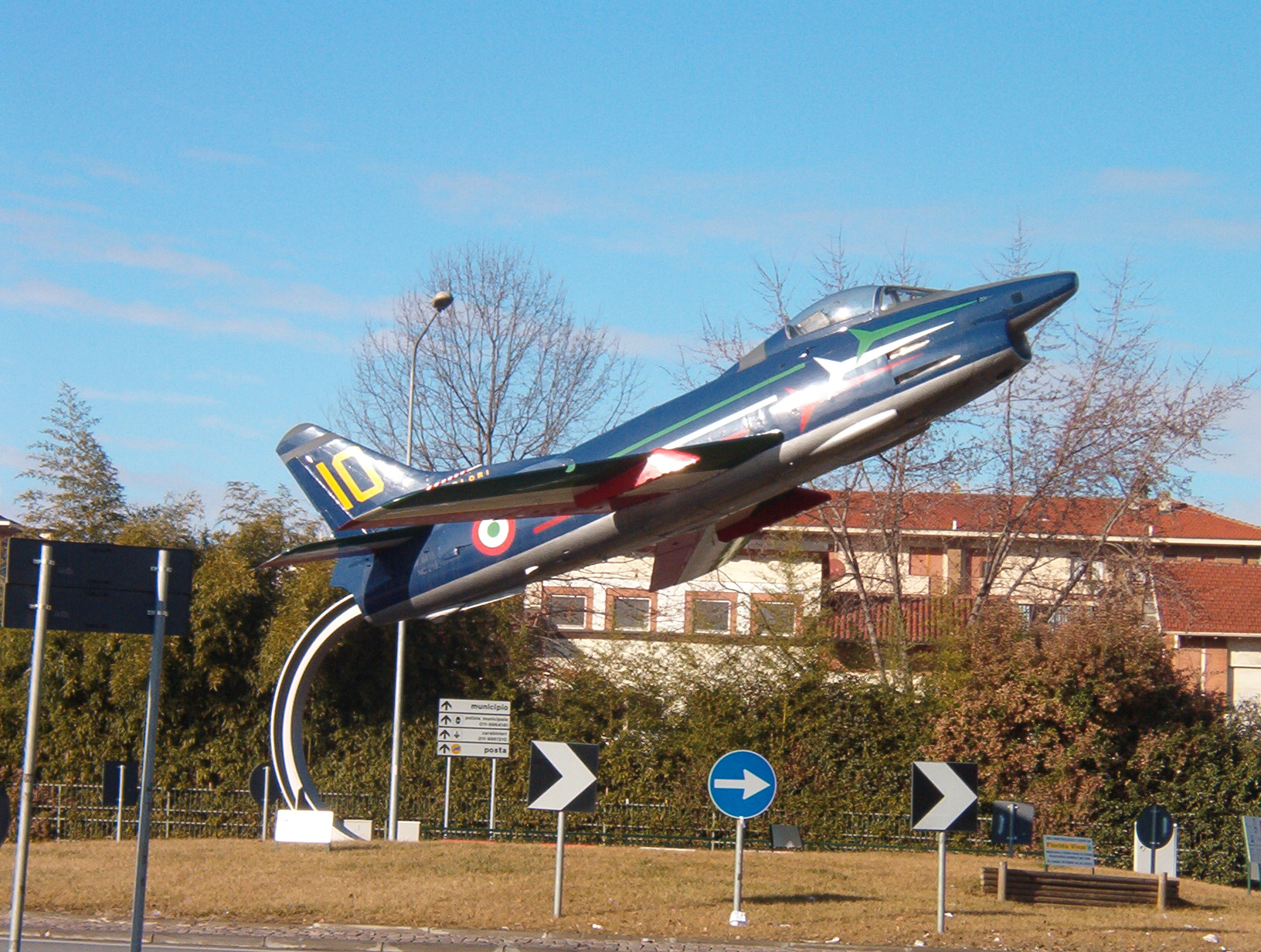

Населення — 19 129 осіб (2014).
Покровитель — святий Віктор.

## Демографія
Населення за роками:

Станом на 1 січня 2023 року в муніципалітеті офіційно проживало 927 іноземців з 52 країн, серед них 593 громадяни країн Євросоюзу та 6 громадян України.

## Сусідні муніципалітети
- Боргаро-Торинезе
- Леїні
- Робассомеро
- Сан-Мауриціо-Канавезе
- Сеттімо-Торинезе
- Венарія-Реале